# Backhaus (Fischbach)

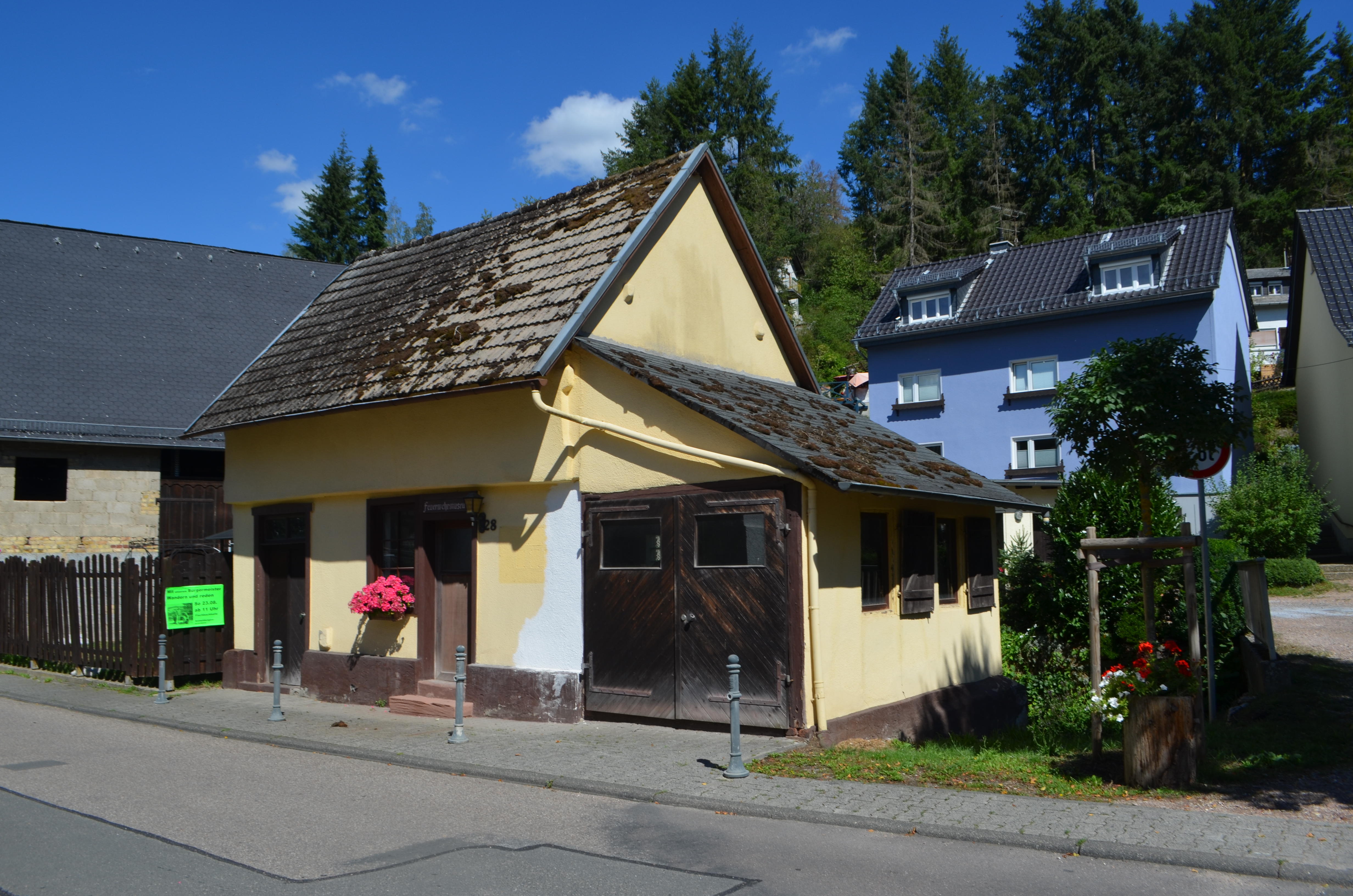
Ehemaliges Backhaus in Fischbach

Das Backhaus in Fischbach, einem Stadtteil von Bad Schwalbach im Rheingau-Taunus-Kreis, wurde im 19. Jahrhundert errichtet. Das ehemalige Backhaus an der Rheingauer Straße 28 ist ein geschütztes Kulturdenkmal. 
Der kleine eingeschossige Fachwerkbau mit Kniestock und Satteldach hat eine Tür mit Oberlicht. 
Der giebelseitige niedrige Anbau hat ein Pultdach und eine Toreinfahrt mit einem hölzernen Tor. 